# Ferulago biumbellata
Ferulago biumbellata är en flockblommig växtart som beskrevs av Auguste Nicolas Pomel. Ferulago biumbellata ingår i släktet Ferulago och familjen flockblommiga växter. Inga underarter finns listade i Catalogue of Life.